# وزارة الصحة (الكويت)
وزارة الصحة الكويتية هي الوزارة المسؤولة عن الصحة العامة للمواطنين والمقيمين بدولة الكويت ورسم خطة السياسة الصحية بالكويت، تأسست عام 1936، ويتولى مهام الوزير أحمد عبد الوهاب العوضي.

## نبذه تاريخيه عن الوزارة
بدأ نظام الرعاية الصحية في دولة الكويت كقانون تنظيمي حديث في عام 1944 حيث أصدر الشيخ أحمد الجابر الصباح قانونًا تضمن أربع عشر مادة شملت على الأمور التنظيمية لدائرة الصحة الخاصة بالمجلس الصحي بالإضافة إلى صلاحيات المدير الإداري للدائرة وصلاحيات المدير الفني (رئيس الأطباء) للصحة في تلك الفترة، وفي عام 1939 افتتح أول مستوصف صحي حكومي بالكويت وأصبح فيما بعد للرجال وبناء مستوصف آخر للنساء، فيما عام 1944 كان أول مستوصف خاص بالنساء.
وفي عام 1944 كلف الدكتور حكمت الخجا من قبل الدائرة بتولي صحة طلاب المدارس والصحة العامة بالأسواق وفحص متداول وبائعي الأغذية، وفي عام 1947 تم اختيار د. رياض مختار فرج مُديرًا لصحة المعارف الذي وضع خطط لتوعية وعلاج الطلاب ووضع في كل مدرسة عيادة وكانت هذه نواة وانطلاق أول صحة مدارس في الكويت حيث سيمت إدارة الصحة المدرسية وذلك في عام 1951 م.

## تشكيل دائرة الصحة العامة
بدأت الخدمات الصحية الحكومية في الكويت تزامنا مع قيام دائرة البلدية في عام 1930 والتي أخذت على عاتقها صحة المواطن والمقيم إلى أن تم تشكيل دائرة الصحة العامة في عام 1936، وخلال تلك الفترة شهدت تشكيل العديد من الدوائر، حينها صدر القانون الأساسي للمجلس التشريعي الكويتي عام 1938 وضمن المادة الثانية التي تنص على قانون الصحة (والمراد به سن قانون صحي يقي البلاد وأهلها أخطار الأوبئة أيا كن نوعها)، وكان للدائرة مثل غيرها من دوائر الحكومة في تلك الفترة مجلس منتخب أو معين (يتألف من اثني عشر عضوا) يساعد على سير العمل بالإدارة ويبحث سياستها العامة ويعاون رئيسها ومديرها في الشؤون الدائرة، وترأس دائرة الصحة العامة في ذلك الوقت الشيخ عبد الله السالم الصباح في الفترة ما بين (1936 - 1952) وهو بمثابة وزير في وقتنا الحاضر، ويقوم بالإدارة مدير وهو بمثابة وكيل وزارة في وقتنا الحاضر يشترط بان يكون كويتي الجنسية وان يكون فنيا مخصصا في ادارتة خبيرا بتصريف الأمور وهو المسؤول المباشر عن شؤون الإدارة.

## أول مستشفى بالكويت
كان بناء أول مستشفى في دولة الكويت تابع للارسالية الأمريكية عام 1912 م، وكان أول مبني من الحديد والاسمنت يقام بالكويت وذلك عندما طلب الشيخ مبارك الصباح آنذاك بافتتاح مستشفي للكويتين وتطوير الطب، وكانت الارسالية انذاك تتمتع بسمعه جيدة في البصرة وأرسلت لجنة طبية مؤلفة من (جون فان اس) و (ارثر بنيت) لتفاوض مع الشيخ مبارك الصباح حول موقع مناسب للمستشفي ونتيجة هذه المفاوضات امتلكت الارسالية قطعة ارض التي كانت نواة لمركزها الطبي في الكويت، وأصر حينها الشيخ مبارك على بدء العمل حتي تنتهي المستشفي من البناء فقامت الارسالية الأمريكية بايفاد ثلاث اطباء يتقاسمون العمل خلال سنة نظرا لنقص الطاقم الطبي انذاك وهم (د.بينت) و (هاريسون) و (ميلري) وقاموا باعداد مستوصف مكون من ثلاث غرف موقت حتي ينتهي المستشفي من البناء وذلك عام 1911.
وعند انتهاء المستشفي تم اغلاق المستوصف والانتقال الي المستشفي الذي هو عبارة عن دور واحد يحتوي على غرفة عمليات في الوسط وست غرف على جوانب المبني وقد اقيم المستشفي ليخدم الرجال والنساء معا ولكن سرعان ما ادرك اطباء الارسالية طبيعة العادات والتقاليد الكويتية فقاموا بفصل العمل الطبي النسائي عن الرجال.
فبدأ عمل الطب النسائي بالكويت مع قدوم الطبيبة (اليانور كالفرلي) (خاتون حليمة) في الأول من يناير عام 1912 وأسست عملها في وسط المدنية بعد تخصيص لها بيت لعلاج النساء ونجحت في إجراء عمليات والعلاج النسائي من تعسر ولادة وغيرها، وكانت تذهب الي المريضة إذا طلبها اسرة المريض مما اكسبها شهره وقبولا لدى الكويتيات.
وفي عام 1914 أمر الشيخ مبارك الصباح بتوسعة المستشفي لما قام به من تغير مفهوم الطب الحديث وقبول الكويتيين من العلاج المقدم والعمليات الناجحة وأصبح المستشفي ذات سمعة في شبة الجزيرة العربية وأصبح مقصد للعلاج حيث تم علاج خارج شبة الجزيرة العربية نائب حاكم الهند والمعتمد البريطاني (كونيل كري) الذي تبرع بألف روبية لبناء غرفتين إضافيتين بالإضافة إلى قيام الأطباء بزيارة المناطق المجاورة لعلاج الأمراء والملوك بناء على طلبهم من حاكم الكويت.
وفي عام 1919 إرتفع أيضا عدد المرجعات لدى الطب النسائي فتم بناء أول مستشفي نسائي بالكويت بجانب مستشفي الإرسالية حيث كان متوسط البناء من دور واحد حيث كان يحتوي على جناحين وغرفة عمليات وسكن للممرضة حيث كانت أول ممرضة نزلت بسكن الممرضات هي رفموني (هندية).
وفي عام 1927 افتتح أول صيدلية أهلية في الكويت تحت اسم (الصيدلية الإسلامية الخيرية) حيث تعود الفكرة إلى عبد اللطيف بن إبراهيم الدهيم حيث كانت تبيع العقاقير والأدوية المستوردة من الخارج حيث اعتمد على استيراد الأدوية من الهند والبصرة وبغداد.

## أهم المسؤوليات
- الحفاظ على الصحة العامة بتقديم الخدمات الصحية الوقائية والعلاجية والرقابية.
- تنظيم الخدمات الصحية المقدمة من القطاعين العام والخاص والإشراف عليها.
- إنشاء المؤسسات والمعاهد الصحية التعليمية والتدريبية التابعة للوزارة والإشراف على إدارتها وذلك مع مراعاة أحكام التشريعات النافذة ذات العلاقة.
- تشجيع أنماط وسلوكيات الحياة الصحية وتعزيزها بما في ذلك الأنشطة البدنية واتباع أساليب التغذية السليمة وتشجيع مكافحة التدخين وأي أنماط أو سلوكيات أخرى يثبت علميا جدواها في تحسين الصحة.
- رفع المستوى الصحي للسكان بمكافحة الأمراض الناجمة عن سوء التغذية بإضافة المغذيات الدقيقة كاليود والحديد والفيتامينات وما شابهها إلى المواد الغذائية أو طلب تعديل مكوناتها ومنع تسويق الأغذية ذات الخطر على الصحة والتي يحتمل خطرها.
- تشجيع الرضاعة الطبيعية للأطفال وتعزيزها ولهذه الغاية يحق لها منع أي وسيلة إعلان، مرئية أو مسموعة أو مقروءة، أو أي وسيلة لعرض المذكرات أو الإرشادات أو بطاقات التعريف أو صفائح العرض أو الصور أو الأفلام أو البضائع بأي صورة كانت للإعلان عن بدائل حليب الأم والأغذية التكميلية ورقابة إنتاج وتصميم ونشر المعلومات والمواد التثقيفية المتعلقة بها.
- رعاية الأمومة والطفولة بتقديم الخدمات اللازمة للام والطفل بما في ذلك العناية بالحامل إثناء فترة الحمل وأثناء الولادة وأثناء النفاس ومراقبة نمو الطفل وتقديم الطعوم وذلك وفق متطلبات الصحة الإنجابية اللازمة وغيرها من الشؤون الصحية المتعلقة بتنظيم الأسرة.
- إلزام الراغبين في الزواج بإجراء الفحص الطبي اللازم قبل الزواج وتحدد الأحكام المتعلقة بهذا الفحص وشروطه بمقتضى النظام الصادر وفقا لأحكام هذا القانون ولا يجوز إجراء عقد الزواج قبل إجراء هذا الفحص.
- تقديم الخدمات الصحية الوقائية لطلبة المدارس ورياض وحضانات الأطفال الحكومية
- تأمين الخدمات الصحية وتقديمها حسبما تراه مناسبا لبعض المدارس ورياض وحضانات الأطفال غير الحكومية أو إلزام أصحابها بتقديم هذه الخدمات تحت إشراف الوزارة.
- تنفيذ البرامج المتعلقة بالأنشطة الصحية الخاصة برعاية المسنين والإشراف الصحي على المراكز والمؤسسات الخاصة بهم.
- الرقابة على البيئة المهنية وصحة العاملين في المصانع والمعامل والمؤسسات الصناعية وما ماثلها لضمان السلامة الصحية لهم.
- تنفيذ البرامج والأنشطة الصحية ذات العلاقة بمكافحة الأمراض غير السارية الشائعة كأمراض القلب والأوعية الدموية والسرطان والسكري وأي أمراض مشابهة أخرى يمكن أن تشكل خطرا على الصحة العامة.

## مستشفيات حكومية عامة
- مستشفى الصباح
- المستشفى الأميري
- مستشفى الجهراء
- مستشفى العدان
- مستشفى مبارك الكبير
- مستشفى الفروانية
- مستشفى جابر الأحمد
- مستشفى جابر الأحمد للقوات المسلحة

## مستشفيات حكومية تخصصية
- مركز الكويت لمكافحة السرطان.
- مستشفى الأمراض الصدرية
- مستشفي الرازي
- بنك الدم المركزي الكويتي.
- مركز دسمان لأبحاث وعلاج أمراض السكر.
- الهلال الأحمر الكويتي.
- مركز البابطين للحروق وجراحة التجميل.
- مركز حامد العيسى لزراعة الأعضاء.
- مركز خالد عبد المحسن النفيسي لغسيل الكلي.
- مستشفى ابن سينا (الكويت).
- مستشفي البحر (للعيون).
- مستشفى الطب الطبيعي والتأهيل الصحي.
- مركز عبد العزيز الراشد للحساسية.
- مستشفى اسعد الحمد للأمراض الجلدية.
- مستشفى شيخان الفارسي للروماتيزم.
- مستشفى الطب الإسلامي.
- مستشفى زين للاتصالات - انف واذن وحنجره
- مستشفى الطب النفسي.
- مستشفى علاج الإدمان.
- مستشفى الامراض السارية.
- مستشفى الشيخ سالم العلي للسمع والنطق.
- مستشفى الولادة.
- مستشفى الامراض الوراثية.

## وزراء الصحة
| الوزير                               | الفترة              |
| ------------------------------------ | ------------------- |
| الشيخ عبد الله السالم الصباح         | 1936 - 1952         |
| الشيخ فهد السالم الصباح              | 1952 - 1959         |
| الشيخ صباح السالم الصباح             | 1959 - 1961         |
| السيد عبد العزيز حمد الصقر           | 1962 - 1963         |
| السيد عبد اللطيف ثنيان الغانم        | 1963 - 1965         |
| السيد حمود يوسف النصف                | 1964 - 1965         |
| السيد عبد العزيز إبراهيم الفليج      | 1965 - 1971         |
| الدكتور عبد الرزاق مشاري العدواني    | 1971 - 1975         |
| الدكتور عبد الرحمن العوضي            | 1975 - 1988         |
| الدكتور عبد الرزاق يوسف العبد الرزاق | 1988 - 1990         |
| الدكتور عبد الوهاب سليمان الفوزان    | 1990 - 1994         |
| الدكتور عبد الرحمن صالح المحيلان     | 1994 - 1996         |
| الشيخ سعود الناصر الصباح             | بالوكالة - 1996     |
| السيد أنور عبد الله النوري           | 1996 - 1997         |
| الدكتور عادل الصبيح                  | 1997 - 1999         |
| الدكتور محمد أحمد الجار الله         | 1999 - 2005         |
| الشيخ أحمد فهد الأحمد الصباح         | بالوكالة - 2005     |
| الشيخ أحمد عبد الله الأحمد الصباح    | 2006 - 2007         |
| الدكتورة معصومة صالح المبارك         | مارس - أغسطس 2007   |
| السيد عبد الله سعود المحيلبي         | أغسطس - أكتوبر 2007 |
| السيد عبد الله الطويل                | 2007 - 2008         |
| السيد علي البراك                     | 2008 - 2009         |
| السيد روضان الروضان                  | 2009 - 2009         |
| الدكتور هلال مساعد الساير            | 2009 - 2011         |
| الدكتور محمد براك الهيفي             | 2012 - 2013         |
| الشيخ محمد عبد الله المبارك الصباح   | 2013 - 2014         |
| الدكتور علي سعد العبيدي              | 2014 - 2016         |
| الدكتور جمال الحربي                  | 2016 - 2017         |
| الشيخ الدكتور باسل حمود الصباح       | 2017 - 2021         |
| الدكتور خالد السعيد                  | 2021 - 2022         |
| الدكتور أحمد عبد الوهاب العوضي       | 2022 - حتى الآن     |